# Виктория-победительница
«Викто́рия-победи́тельница» (англ. Victorious) — американский ситком, созданный Дэном Шнайдером, который выходил на канале Nickelodeon с 27 марта 2010 года по 2 февраля 2013 года. Действие телесериала разворачивается вокруг начинающей молодой певицы Тори Вега (Виктория Джастис), поступившей в школу искусств «Hollywood Arts High School» в Лос-Анджелесе, после того, как ей пришлось подменить старшую сестру Трину (Даниэлла Моне) на выступлении. Каждый день она попадает в разные смешные истории. В свой первый день в школе, она знакомится с Андрэ Харрисом (Леон Томас III), Робби Шапиро (Мэтт Беннетт), Рексом Пауэрсом (кукла Робби), Джейд Вест (Элизабет Гиллис), Кэт Валентайн (Ариана Гранде) и Бэком Оливером (Эван Джогиа). Сериал вышел 27 марта 2010 после церемонии 2010 Kids' Choice Awards. Основной саундтрек Виктория-победительница был выпущен 2 августа 2011. Сериал выиграл награду «Любимое ТВ Шоу» на 2012 Kids' Choice Awards и 2013 Kids' Choice Awards, обойдя АйКарли. Сериал четырежды номинировался на Эмми. Второй саундтрек Victorious 2.0 был выпущен 5 июня 2012.
10 августа 2012 Виктория Джастис заявила, что у сериала не будет продолжения. Джастис также сказала, что «Виктория-победительница» было самым крутым шоу на Никелодеоне, и она не понимает, почему прекратили его показ. Дэн Шнайдер написал в блоге о том, что Никелодеон часто закрывает шоу после 60 эпизодов. Несмотря на его желание и актёрского состава о продолжении шоу, канал решил завершить сериал. Он также отверг слухи о том, что «Виктория-победительница» закончился из-за его нового спин-офф сериала Сэм и Кэт. Хотя «Виктория-победительница» состоит только из трёх сезонов, когда закончился сериал, Никелодеон разбил третий сезон пополам, таким образом получилось четыре сезона. Третий и конечный саундтрек был выпущен 6 ноября 2012 под названием Victorious 3.0. Третий сингл с нового саундтрека называется «L.A. Boyz», 18 октября 2012 на него был выпущен клип. Последняя серия под названием «Victori-Yes» вышла в свет 2 февраля 2013.

## Сюжет
Сериал повествует о Тори Веге, молодой девушке, которая ходит в голливудскую школу искусств, в которой учатся одаренные дети. Она попала туда по стечению обстоятельств, вследствие того, что у Трины, её старшей и менее талантливой сестры, началась аллергия на китайские травы перед выступлением, которые она приняла для улучшения голоса, отчего Тори пришлось заменить её. По сюжету, Тори находит своё место в стенах Hollywood Arts, при этом постоянно попадает в безумные ситуации и приключения и встречается со своими друзьями, которые ей помогают. Также в Hollywood Arts учатся и её друзья: Андре Харрис, гениальный музыкант, который стал её лучшим другом после того, как убедил её остаться в школе и помог ей реализовать свой талант; Робби Шапиро, недотепистый чревовещатель, который никогда не расстаётся с куклой по имени Рекс Пауэрс, Робби воспринимает его как человека, как, в принципе, и все остальные; Джейд Вэст, вредная и язвительная девушка, которая дружит с Тори, но, тем не менее, продолжает это отрицать; Кэт Валентайн, сентиментальная и безобидная, но наивная и немного глупая девочка; и Бек Оливер, практичный и красивый парень, бойфренд Джейд. Они встречались, начиная с первой серии до эпизода «Худшая пара» третьего сезона, но снова сошлись в четвёртом сезоне в эпизоде «Бек и Джейд снова вместе». У Бека и Тори также были моменты близости, но Тори не решилась портить последние отношения с Джейд. В сериале также участвуют Эрвин Психовски, учитель актёрского мастерства; Лейн Александр, школьный консультант; и чудаковатый одноклассник Синджин Ван Клифф, отвечающий за аудио- и видеотехнику.

## Главные роли
- Виктория Джастис в роли Тори Вега, лучшей певицы в Hollywood Arts, главной героини сериала.
- Леон Дж. Томас III в роли Андре Харриса, лучшего пианиста в Hollywood Arts, лучшего друга Тори.
- Мэтт Беннетт в роли Робби Шапиро, замкнутого в себе чревовещателя, который любит играть в куклы и подражать качкам и пытаться нравиться девушкам.
- Элизабет Гиллис в роли Джейд Вест, ученицы Hollywood Arts, актрисы, девушки Бэка. Джейд очень токсичная, красивая и агрессивная девушка, олицетворение дьявола, полный антагонист Кисы. В сериале показывает ту самую крутую девочку со школы. В душе очень ранимая и милая.
- Ариана Гранде в роли Катерины (Кисы) Валентайн, милой, наивной и немного сумасшедшей и очень глупой красноволосой девушки.
- Эван Джогиа в роли Бэка Оливера, очень красивого молодого актёра из Hollywood Arts, парня Джейд.
- Даниэлла Моне в роли Трины Вега, самовлюблённой, эгоистичной и бесталанной сестры главной героини.

## Второстепенные роли
- Эрик Ланж в роли Эрвина Психовски, всегда позитивного учителя актёрского мастерства.
- Лэйн Наппер в роли Лейна Александера, психолога Hollywood Arts.
- Майкл Эрик Рейд в роли Синджина Ван Клифа, довольно странного ученика с необычными интересами.
- Дарсан Соломон в роли Берфа, друга Синджина, открытого гея и не менее странного ученика.
- Джим Пирри в роли Дэвида Вега, отца главной героини Тори Веги.
- Дженнифер Карта в роли Холли Вега, матери главной героини Тори Веги.
- Мэрилин Хэррис в роли бабушки Андре, пожилой женщины, буквально не знающей, что такое зеркало, и как же в ванной может идти дождь.
- Марко Айелло в роли Фестуса, продавца в трейлере на территории Hollywood Arts, на русский лад буфетчика.
- Сьюзан Чуанг в роли Миссис Ли, директора двух ресторанов и когда-то спонсора Джейд.

## Русский дубляж
Сериал на русский язык был дублирован компанией «SDI Media Ukraine» в 2010—2012 гг.
- Переводчики — Анастасия Комолых, Алексей Зражевский
- Режиссёр дубляжа — Олег Головко
- Звукорежиссёры — Феликс Трескунов, Геннадий Алексеев

### Роли дублировали
- Екатерина Брайковская — Тори Вега, второстепенные персонажи
- Александр Погребняк — Андре Харрис, второстепенные персонажи
- Андрей Фединчик — Робби Шапиро, Рекс, Бэк Оливер, второстепенные персонажи
- Анна Кузина — Киса Валентайн, миссис Ли, второстепенные персонажи
- Марина Локтионова — Джейд Вест, Холли Вега, второстепенные персонажи
- Екатерина Буцкая — Трина Вега, второстепенные персонажи
- Евгений Пашин, Олег Лепенец — Эрвин Психовски, Дэвид Вега, второстепенные персонажи
- Дмитрий Сова — второстепенные персонажи
- Михаил Тишин — второстепенные персонажи
- Эльдар Куртсеитов — второстепенные персонажи

## Эпизоды

### Дополнительные эпизоды
| Название                  | Тип                   | Дата выхода    |
| ------------------------- | --------------------- | -------------- |
| «Пуститься во все тяжкие» | Дополнительный эпизод | 26 ноября 2010 |
| «iParty with Victorious»  | Совмещенный эпизод    | 11 июня 2011   |
| «Под замком»              | Дополнительный эпизод | 30 июля 2011   |
| «Тори меняет имидж»       | Дополнительный эпизод | 19 мая 2012    |

## Производство
Виктория-победительница — пятый по счету сериал, созданный Дэном Шнайдером для Никелодеон, после выпуска Шоу Аманды, Дрейк и Джош, Зоуи 101 и АйКарли. Шнайдер впервые встретил Викторию Джастис в 2005 году, когда ей было 12. В то время она пробовалась на роль Лолы Мартинес в сериале Зоуи 101. Впечатленный её энергией и внешностью, Шнайдер нанял её и после трёх эпизодов с её участием, позвонил на Никелодеон и сказал: «Я нашёл новую звезду». Джастис продолжила сниматься в Зоуи 101 до окончания сериала в 2008 году. Тем временем, основной соперник Никелодеон Disney Channel, получил несоизмеримый успех после выхода франшиз Ханна Монтана и Классный мюзикл, у которых были оригинальные песни, при этом собрав прибыль от музыки и телевидения. В поисках нового сериала для подростков, продюсеры Никелодеон попросили Шнайдера создать музыкальное шоу для канала. Ближе к концу показа Зоуи 101, Джастис вызвали на встречу со Шнайдером для съёмок в главной роли. Виктория-победительница — первый сериал на Никелодеоне, который вышел в первой декаде
2010 года. Первый эпизод «Биг Тайм Раш» вышел двумя месяцами ранее, хотя пилотная серия вышла в 2009 году. Во время обсуждения концепции сериала, Джастис упомянула, что она посещала уроки актёрского мастерства в средней школе. Идея заинтриговала Шнайдера, и это привело сериал к успеху. «Все, что я знаю о нынешних детях — неважно плохо это или хорошо — это то, что они все хотят быть звёздами», — сказал Шнайдер. Марджори Кон, которая впоследствии стала исполнительным вице-президентом программирования и разработок, поддержала его мнение. «Каждый ребёнок думает, что он в пяти минутах от шанса стать знаменитым», — заявила Кон. Она отметила, что ситком Шнайдера «АйКарли» (о девочке, которая вела популярное шоу, получившее известность благодаря тому, что было выложено на ютьюбе), стал успешным сериалом на Никелодеон.
13 августа 2008 Никелодеон объявил, что Джастис подписала «абсолютно мастерский и музыкальный договор» с компанией, согласившись играть главную роль в тогда ещё никому неизвестном музыкально-комедийном сериале о девушке, которая учится в средней школе искусств. Во время обсуждения условий шоу Шнайдер заявил, что было бы намного лучше, если бы дети больше «хотели бы стать учителями или социальными работниками», чем знаменитостями, во всяком случае в «Виктории-победительнице», вы видите мир, где они все талантливо поют". Nickelodeon Productions и Columbia/Epic Label Group из Sony Music Entertainment начали сотрудничать, чтобы развить их талант и раскрыть музыкальные способности.
Джерри Трейнор, Перес Хилтон, Джош Пек, Ke$ha, Нэйтан Кресс, Дрейк Белл, Миранда Сингс и Дженнет Маккарди появились в сериале в эпизодах, либо в качестве приглашенной звезды.
5 октября 2009 начался первый сезон «Виктории-победительницы», состоящий из 20 эпизодов, он закончился 14 апреля 2010. 4 октября 2010 начали снимать 2 сезон, который закончился 23 февраля 2011. В августе 2011 Виктория Джастис подтвердила, что она вернётся на съёмочную площадку, 3 октября 2011 начались съёмки. Во время спецвыпуска «7 секретов с Викторией Джастис» она описала еженедельное расписание актёрского состава и команды: сценарии писались для них воскресными ночами, по понедельникам и вторникам актёры читали сценарий, в среду, четверг, пятницу и субботу снимали серию, и потом уже смотрели новую серию, которая выходила на экран.
Сериал решили не продлевать до четвёртого сезона. В интервью с журналом M Magazine она сказала: «Мы не ждём, что будет четвёртый сезон, я впервые рассказываю вам об этом. Я сама узнала пару дней назад, что продолжения не будет. Это очень печально, так как я работала на Никелодеон с 12 лет, и я так сроднилась с актёрским составом „Виктории-победительницы“. Мы столько времени провели вместе и привязались друг к другу, конечно — у меня остались только приятные воспоминания. Это немного шокирующе и немного горько, но, в конце, концов, все не так плохо — мы все хотим делать то, что нам нравится и должны продолжать расти». Третий сезон был разбит на две части, в итоге получилось четыре сезона.
Так как у сериала не было достойного финала, он плавно перешёл в первый эпизод его спин-оффа Сэм и Кэт, в котором убрали всех главных героев любимого шоу. Даже Кэт возмущалась: «Какой канал прекращает показ шоу, не придумав к нему соответствующий финал?»

### Кастинг
Актёры «Виктории-победительницы» также появлялись в некоторых программах Никелодеон и бродвейских мюзиклах, прежде чем появились в этом сериале. Помимо Зоуи 101, Виктория Джастис появлялась в АйКарли в серии «iFight Shelby Marx» в роли Шелби Маркс, а также в Тру Джексон, Голые братья и Охотники за монстрами. Она также снималась в главных ролях с Эваном Джоджиа (исполняет роль Бека) в фильме от Никелодеон Феерия!. Даниелла Монэт была приглашённой звездой в роли Ребекки Мартин в трёх эпизодах Зоуи 101, Тути в фильме от Никелодеон Волшебные родители, Сверхвоины в 1 сезоне в эпизоде «Академия Морнингстар» в роли главного противника по имени Кларисса и в фильме Фред 2: Ночь живых с Фредом (вместо Дженнет Маккарди) в роли Берты. Леон Томас III снимался в качестве приглашённой звезды не только в «АйКарли» в роли Харпера, но и в сериале Голые братья, а также прежде появлялся в мюзиклах Король Лев, Цветы лиловые полей и Caroline, or Change, и в фильме Август Раш. Элизабет Гиллис и Ариана Гранде играли в главных ролях в мюзикле 13.

### Съёмки
Виктория-победительница снимался на киностудии Nickelodeon on Sunset на Бульваре Сансет в Голливуде. Со слов Полы Каплан, исполнительного вице-президента Никелодеон: «В нашем взрослом мире нам никто не даёт время для передышки. Но когда ребёнок находится на съёмках, мы воспринимаем это серьёзно. На наших студиях на Бульваре Сансет, где мы снимали АйКарли и Викторию-победительницу, в артистических фойе стоят игровые приставки и видеоигра Rock Band. Мы создаём обстановку, где они могут развлечься со своими коллегами и все спокойно пережить».
Виктория-победительница в начале снимался в Burbank High School, однако, фасад этой школы был изменён на компьютере на Hollywood Arts. Место для обеда и парковка в Hollywood Arts находились на задней части киностудии. Дэвид Хинкли из New York Daily News рассказал: «Улица возле школы Виктории-победительницы выглядит также как в АйКарли, большая часть действий проводилась на основной съемочной площадке с несколькими основными предметами домашней мебели». У сериала также стоял аппарат BLIX из Зоуи 101.

## Рецензия

### Отзывы критиков
Как и в АйКарли, Виктория-победительница получил в основном смешанные отзывы. Обозреватель журнала Variety Брайан Лоури написал: Виктория-победительница был сделан на скорую руку каким-то тупым человеком без мозгов". Дэвид Хинкли из Daily News сказал, что формат сериала очень похож на АйКарли и надеется на то, что сериал станет «более дифференциально обособленным» в дальнейшем. Роджер Кэтлин из Hartford Courant назвал Викторию-победительницу «безвредной, но едва ли интересной». Марк A. Перинрад из Boston Herald озаглавил свой обзор как «Виктория — полный лузер», и написал: «Одни только актёрские гримасы на камеру. Возможно, чтобы компенсировать сценарий, который подошёл бы для пятиклассников». Линда Стейси из New York Post была в замешательстве; она согласилась, что в сериале актёры переигрывают, диалоги банальны и «ужасно, просто ужасно громкий смех за кадром», но все же была уверена, что это «абсолютный хит среди подростков».
Однако, относительно работы Джастис обзоры были положительные, от чего, вероятнее всего, весь сериал держался только на ней. Хинкли прокомментировал таким образом: «Если так судить, то Джастис лучше получается петь, чем играть, и шоу не прокатило так легко, как АйКарли, но у Джастис есть стержень и талант, которому нужен толчок, чтобы стать „Следующей Молодой Звездой“». Периград сказал, что она «бесспорно привлекательна». А Лори заявил: «Джастис достаточно обаятельна и талантлива, чтобы сделать шоу любимым среди молодых девушек». Эмили Эшби из Common Sense Media дала сериалу 4 звезды из 5, написав: «Весёлая молодёжная комедия, смахивающая на „АйКарли“, вызывающая доверие».

### Зрители

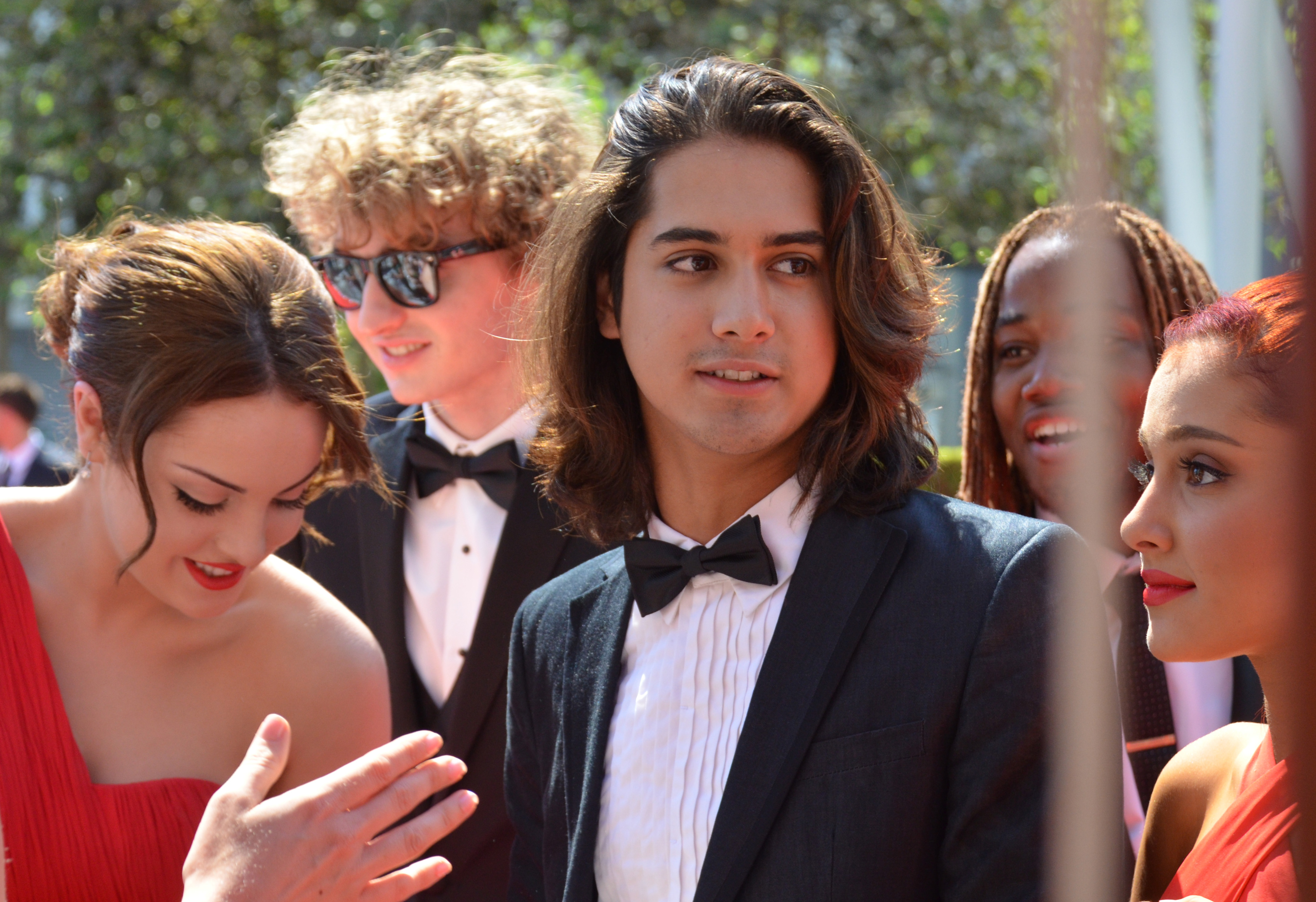
Актёры «Виктории-победительницы» на 64-й церемонии вручения Прайм-тайм премии «Эмми» в сентябре 2012.

Премьера сериала прошла хорошо среди зрителей. Первый эпизод преподнесли как «предварительный просмотр» сериала, выпущенный после показа 2010 Kids' Choice Awards 27 марта 2010, который увидели 5.7 миллионов зрителей, второй сериал по большому количеству просмотров премьеры на Никелодеон на сегодняшний день. Второй эпизод афишировали как «официальная премьера» сериала, его увидели 3,48 миллиона телезрителей. Для сравнения, у сериала «Биг Тайм Раш» было 3,5 миллиона телезрителей, предварительный показ вышел в ноябре 2009, с общим количеством 7,1 миллионов телезрителей в январе 2010. 2 апреля 2011 премьерный эпизод второго сезона «Приползёшь на коленях» стал самой просматриваемой серией на сегодняшний день с общим количеством телезрителей 6,1 миллионов.

### Товары с символикой
Осенью 2011 Spin Master выпустил куклы и игрушки, сделанные на основе сериала. В июне 2011 Walmart объявил о выпуске эксклюзивной линии продуктов от Walmart для шоу; включающую более 250 продуктов: одежда, аксессуары, контейнеры для обеда, майки, саундтреки на CD, DVD диски и т. д.. Была продана самая новейшая игрушка Поющая Тори, кукла с голосом Тори. В 2012 были выпущены куклы Кэт, Трина и Джейд.
В конце апреля 2012 Макдоналдс выпустил игрушки от Виктории-победительницы, которые можно было найти в Хэппи Мил. Они снова продавались в январе/феврале 2013.

### Видеоигры
15 ноября 2011 были выпущены игры Виктория-победительница: Пришло время сиять для Kinect и Дебют Голливуда Артс для Nintendo DS. 13 ноября 2012 была выпущена игра Виктория-победительница: Стань первым для Wii и Nintendo DS.

## Награды и номинации
| Год  | Награда                             | Категория                                                                       | Обладатель                             | Результат | Ссылки        |
| ---- | ----------------------------------- | ------------------------------------------------------------------------------- | -------------------------------------- | --------- | ------------- |
| 2010 | Teen Choice Awards                  | Выбор ТВ: Прорывное шоу                                                         | Виктория-победительница                | Номинация | [ 37 ] [ 38 ] |
| 2010 | Hollywood Teen TV Awards            | Лучшая Молодая Актриса: Комедия                                                 | Виктория Джастис                       | Номинация | [ 39 ]        |
| 2010 | Hollywood Teen TV Awards            | Лучшая Молодая Актриса: Комедия                                                 | Ариана Гранде                          | Номинация | [ 39 ]        |
| 2010 | Hollywood Teen TV Awards            | Лучшая Молодая Актриса: Комедия                                                 | Виктория-победительница                | Номинация | [ 39 ]        |
| 2011 | 2011 Kids' Choice Awards            | Любимая ТВ Актриса                                                              | Виктория Джастис                       | Номинация | [ 40 ] [ 41 ] |
| 2011 | UK Kids' Choice Awards 2011         | Любимое ТВ Шоу на Никелодеон                                                    | Виктория-победительница                | Номинация | [ 42 ]        |
| 2011 | UK Kids' Choice Awards 2011         | Самый Смешной Человек на Никелодеон                                             | Мэтт Беннетт                           | Номинация | [ 42 ]        |
| 2011 | Australian Kids' Choice Awards 2011 | любимая актриса                                                                 | Виктория-победительница                | Номинация | [ 43 ] [ 44 ] |
| 2011 | Australian Kids' Choice Awards 2011 | Любимое ТВ Шоу                                                                  | ‘‘Виктория-победительница’’            | Номинация | [ 43 ] [ 44 ] |
| 2011 | Imagen Awards                       | Лучшая Молодая Актриса на ТВ                                                    | Виктория Джастис                       | Номинация | [ 45 ]        |
| 2011 | Праймтайм Премия Эмми               | Выдающаяся Детская программа                                                    | ‘‘Виктория-победительница’’            | Номинация | [ 46 ]        |
| 2011 | ALMA Awards                         | Любимая ТВ Актриса — Главная Роль в Комедии                                     | Виктория Джастис                       | Номинация | [ 47 ] [ 48 ] |
| 2011 | NAACP Image Awards                  | Выдающееся Выступление в Молодёжной/Детской Программе (Сериале или Спецвыпуске) | Виктория Джастис                       | Номинация | [ 49 ] [ 50 ] |
| 2011 | British Academy Children's Awards   | BAFTA Kid’s Vote: Телевидение                                                   | ‘‘Виктория-победительница’’            | Номинация | [ 51 ]        |
| 2011 | Youth Rocks Awards                  | Самый Крутой Актёрский Состав (ТВ/ Комедия)                                     | ‘‘Виктория-победительница’’            | Номинация | [ 52 ] [ 53 ] |
| 2012 | 2012 Kids' Choice Awards            | Любимое ТВ Шоу                                                                  | ‘‘Виктория-победительница’’            | Победа    | [ 54 ]        |
| 2012 | 2012 Kids' Choice Awards            | Любимая ТВ Актриса                                                              | Виктория Джастис                       | Номинация | [ 54 ] [ 55 ] |
| 2012 | Hollywood Teen TV Awards            | Любимая ТВ Актриса                                                              | Виктория Джастис                       | Номинация | [ 56 ]        |
| 2012 | Hollywood Teen TV Awards            | Любимая ТВ Актриса                                                              | Ариана Гранде                          | Победа    | [ 56 ]        |
| 2012 | Hollywood Teen TV Awards            | Любимое ТВ Шоу                                                                  | ‘‘Виктория-победительница’’            | Номинация | [ 57 ]        |
| 2012 | Imagen Awards                       | Лучшая Молодая Актриса/ТВ                                                       | Виктория Джастис                       | Номинация | [ 58 ] [ 59 ] |
| 2012 | Праймтайм премия Эмми               | Выдающаяся Детская Программа                                                    | ‘‘Виктория-победительница’’            | Номинация | [ 60 ]        |
| 2012 | Праймтайм премия Эмми               | Выдающаяся Прическа в Сериале или Спецвыпуске                                   | Эпизод: «Жертва Первоапрельской Шутки» | Номинация | [ 61 ]        |
| 2012 | Праймтайм премия Эмми               | Выдающийся маккиях в Сериале или Спецвыпуске                                    | Эпизод: «Жертва Первоапрельской Шутки» | Номинация | [ 62 ]        |
| 2012 | ALMA Awards                         | Любимая ТВ Актриса — Комедия                                                    | Виктория Джастис                       | Номинация | [ 63 ] [ 64 ] |
| 2012 | Casting Society of America          | Выдающийся Успех в Актёрском Составе — Детский Сериал                           | Криша Баллок Дженнифер Тредвел         | Номинация | [ 65 ]        |
| 2012 | NAACP Image Awards                  | Выдающаяся Роль в Молодёжной/Детской Программе (Сериал или Спецвыпуск)          | Леон Томас III                         | Номинация | [ 66 ] [ 67 ] |
| 2012 | Kids' Choice Awards Mexico          | Любимое Международное Шоу                                                       | ‘‘Виктория-победительница’’            | Номинация | [ 68 ] [ 69 ] |
| 2012 | Kids' Choice Awards Argentina       | Международное ТВ Шоу                                                            | ‘‘Виктория-победительница’’            | Победа    | [ 70 ]        |
| 2013 | 2013 Kids' Choice Awards            | Любимое ТВ Шоу                                                                  | ‘‘Виктория-победительница’’            | Победа    | [ 71 ]        |
| 2013 | 2013 Kids' Choice Awards            | Любимая ТВ Актриса                                                              | Виктория Джастис                       | Номинация | [ 71 ]        |
| 2013 | Australian Kids' Choice Awards 2013 | Aussie’s Fave Nick Star                                                         | Ариана Гранде                          | Номинация | [ 72 ]        |
| 2013 | Australian Kids' Choice Awards 2013 | Aussie’s Fave Nick Star                                                         | Виктория Джастис                       | Победа    | [ 72 ]        |
| 2013 | Young Artist Awards                 | Лучшая Роль в Сериале — Приглашенная Молодая Звезда в возрасте 17-21            | Дженнифер Вил                          | Номинация | [ 73 ]        |
| 2013 | Young Artist Awards                 | Лучшая Роль в Сериале — Приглашенная Молодая Звезда в возрасте 11-13            | Паркер Контрерас                       | Номинация | [ 73 ]        |
| 2013 | Young Artist Awards                 | Лучшая Роль в Сериале — Приглашенная Молодая Звезда в возрасте 11-13            | Джо Джованни                           | Номинация | [ 73 ]        |
| 2013 | Young Artist Awards                 | Лучшая Роль в Сериале — Приглашенная Молодая Звезда в возрасте 10 лет и моложе  | Сейдж Боутрайт                         | Номинация | [ 73 ]        |
| 2013 | Young Artist Awards                 | Лучшая Роль в Сериале — Приглашенная Молодая Звезда в возрасте 10 лет и моложе  | Райан Ли                               | Номинация | [ 73 ]        |
| 2013 | Young Artist Awards                 | Лучшая Роль в Сериале — Молодой Актёр Второстепенной Роли в возрасте 17-21      | Майки Рейд                             | Номинация | [ 73 ]        |
| 2013 | Kids Choice Awards México 2013      | Любимое Международной ТВ Шоу                                                    | ‘‘Виктория-победительница’’            | Победа    | [ 74 ]        |

## Музыка

### Саундтреки
- Victorious: Музыка из Успешного ТВ Шоу (2011)
- Victorious 2.0: Больше Музыки из Успешного ТВ Шоу (2012)
- Victorious 3.0: Ещё Больше Музыки из Успешного ТВ Шоу (2012)

«Засияй» — главная тема сериала. Песня также является главным синглом с саундтрека сериала.
В каждом из эпизодов в «Виктории-победительнице» была хотя бы одна оригинальная песня. Виктория Джастис рассказала в ролике «7 секретов с Викторией Джастис», что она сейчас работает над музыкой для её сольного альбома. Песни частично были использованы в «Виктории-победительнице».
Саундтрек к «Виктории-победительнице» состоит из 12 песен (включая «Leave It All to Shine»), который был выпущен 2 августа 2011.
Было выпущено 1000 предзаказанных CD-дисков, в которые были вложены буклеты с автографом Джастис, предзаказанный пакет (заказанный до 19 июля 2011) также включающий в себя постер с «Викторией-победительницей».
15 мая 2012 была выпущена песня «Make It in America». Виктория Джастис исполнила её на «Шоу Эллен Дедженерес» в тот же день. Также был показан часовой эпизод «Тори борется за Платину».
5 июня 2012 Columbia Records и Nickelodeon выпустили Victorious 2.0: Больше Музыки из Успешного ТВ Шоу.
Третий саундтрек из сериала «Victorious 3.0: Ещё Больше Музыки из Успешного ТВ Шоу» был выпущен 6 ноября 2012. Один сингл L.A. Boyz доступен на iTunes.

## Выпуск на DVD
| Название DVD                                 | Регион        | Диски | Эпизоды   | Дополнительно                                                                                |
| -------------------------------------------- | ------------- | ----- | --------- | -------------------------------------------------------------------------------------------- |
| Виктория-победительница: 1 сезон, 1 том      | 5 июля 2011   | 2     | 1-10      | Клипы «Пуститься во все тяжкие» и «Приползёшь на коленях» плюс закадровые съёмки с актёрами. |
| Виктория-победительница: 2 сезон, 2 том      | 1 ноября 2011 | 2     | 11-20     | Дополнительные бонусы и эпизод из Айкарли «iParty With Victorious».                          |
| Виктория-победительница: Полный Второй Сезон | 15 мая 2012   | 2     | 21-32, 34 | Съёмки за кадром эпизода «На острове» & «Семь секретов с Викторией Джастис»                  |

## Показ на ТВ
«Виктория-победительница» впервые вышла в Ирландии и Великобритании на Nickelodeon (UK & Ireland) 3 сентября 2010. В России шоу вышло 4 декабря 2010 на канале Nickelodeon.

## Спин-офф
Сериал вышел под названием Сэм и Кэт. Он представляет собой спин-офф обоих сериалов АйКарли и Виктория-победительница. В главных ролях снялись Ариана Гранде в роли Кэт Валентайн из Виктории-победительницы и Дженнет Маккарди в роли Сэм Пакетт из АйКарли. Сериал о двух девушках, которые подружились, начали жить вместе и стали нянями, чтобы заработать на приключения. 29 ноября 2012 было решено, что у сериала будет 20 эпизодов.

## Голливудское искусство
6 февраля 2025 года было объявлено, что Никелодеон разрабатывает спин-офф «Виктории-победительницы» под названием «Голливудские искусства». Даниэлла Моне вернётся к роли Трины Веги, а также станет исполнительным продюсером шоу. Дэн Шнайдер, создатель оригинального сериала, не участвует в этом проекте.